# النعمان بن أبي عياش
النعمان بن أبى عياش الزرقي اسمه النعمان بن عبيد بن معاوية بن الصامت بن زيد بن خلدة بن مخلد بن عامر بن زريق بن عبد حارثة بن مالك بن غضب بن جشم بن الخزرج. أحد رواة الحديث النبوي، وأحد كبار التابعين وأبناء الصحابة.

## روى عن
جابر بن عبد الله. عبد الله بن عمر بن الخطاب. أبو سعيد الخدري. خولة بنت ثامر.

## روى عنه
- أَبُو حازم سلمة بن دينار المدني.
- سهيل بن أبي صالح.
- صفوان بن سليم.
- عبد الله بن دينار
- عبد الله بن أبي سلمة الماجشون.
- أبو الحويرث عبد الرحمن بن معاوية.
- محمد بن أبي حرملة.
- محمد بن زيد بن المهاجر.
- أبو الأسود محمد بن عبد الرحمن بن نوفل.
- محمد بن عجلان.
- موسى بن عبيدة الربذي.
- يحيى بن سعيد الأنصاري.

## الجرح والتعديل
قال أبو بكر بن منجويه: «كان سخيا، كبيرا، من أفاضل أبناء أصحاب رسول الله». ذكره ابن حبان في كتاب الثقات. قال ابن حجر العسقلاني في التقريب: «ثقة». قال الذهبي في كتاب الكاشف: «ثقة، من أبناء كبار الصحابة». قال يحيى بن معين: «ثقة». روى له الجماعة سوى أبو داود.